# 잭 라 루
잭 러 루(Jack La Rue, 1902년 5월 3일 ~ 1984년 1월 11일)는 미국의 배우, 연극 배우, 영화배우이다.

## 영화
- 0011 나폴레옹 솔로 - 스파이 인 더 그린 햇 (1966년)
- 첩보원 0011 (1964년)
- 시카고의 7인 (1964년)
- 마이 페이버릿 브뤼넷 (1947년)
- 유토피아로 가는 길 (1946년)
- 스페니쉬 메인 (1945년)
- 다고타 (1945년)
- 사막의 노래 (1943년)
- 페이퍼 블렛 (1941년)
- 시 호크 (1940년)
- 굿바이 마이 라이프 (1937년)
- 고 웨스트 영 맨 (1936년)
- 리틀 빅 샷 (1935년)
- 미스 페인스 베이비 (1934년)
- 걸 인 419 (1933년)
- 투 더 라스트 맨 (1933년)
- 42번가 (1933년)
- 쓰리 온 어 매치 (1932년)
- 무기여 잘 있거라 (1932년)
- 나는 탈옥수 (1932년)